# Estrela de Alagoas
Estrela de Alagoas é um município brasileiro do estado de Alagoas. Sua população estimada em 2004 era de 16.729 habitantes.

## História
Conta a tradição que, em meados do século XIX, havia na região muitos animais selvagens, entre os quais se destacava o tatu-bola. Daí haver sido denominado de Bola o novo povoamento, que se formou em terras pertencentes ao município de Palmeira dos Índios.
Registra a história que seus fundadores pertenciam a família dos Gonzagas, tendo destaque os nomes de Antônio Gonzaga, Manoel Gonzaga e Augusto Gonzaga que, incansavelmente, lutaram pela prosperidade do novo povoado.
Em 1952, o padre Ludgero, vigário da paróquia de Palmeira dos Índios, celebrou a primeira missa no povoado e, vendo a necessidade da população de instrução escolar, trouxe a primeira escola, que começou a funcionar em casa de Honorato Gonzaga, tendo como instrutora a professora Laura.
Por sugestão do referido padre foi mudado o nome do povoado de Bola para Estrela, tendo em vista o progresso que teve a localidade em pouco tempo de existência.
No dia 9 de janeiro de 1959, por ideia do Sr. Luiz Duarte, comerciante, foi criada a primeira feira-livre, o que concorreu para um maior desenvolvimento.
A ideia de emancipação foi crescendo entre a população e foi concretizada com a criação do novo município, que recebeu o nome de Estrela de Alagoas em 5 de outubro de 1989, e emancipação em 5 de outubro de 1992, tendo como seu primeiro prefeito o sr. Adalberon Alves Duarte, tomado posse no dia 1 de janeiro de 1993, data da instalação do município.
Onde posteriormente foi substituído pelo Sr. Antonio Garrote da Silva, em 1 de janeiro de 1996 ate 31 de dezembro de 2003, que la também realizou vários e bons trabalhos que refletem ate hoje nesse município.

## Geografia

### Localização
Situado na Mesorregião do Agreste Alagoano e na Microrregião de Palmeira dos Índios, o município é limitado ao norte pelo município de Bom Conselho; ao sul pelo município de Igaci; a leste pelo município de Palmeira dos Índios; a oeste pelos municípios de Minador do Negrão e Cacimbinhas.

### Clima
Situado em latitudes baixas, possui clima tropical megatérmico, quente durante quase todo o ano, e subúmido de tipo seco. As temperaturas médias mensais mantêm-se quase que uniformes ao longo do ano, elevando-se um pouco além da média anual (cerca de 24 °C) de novembro a abril (entre 25 e 26 °C) e decrescendo no inverno (Abril a Setembro) com a chegada das chuvas mais constantes (21 a 22 °C). De novembro a março as temperaturas variam de 32 a 33 °C. O regime de chuvas apresenta-se com as características da chamada "Zona do Agreste".
Os totais anuais são relativamente pequenos (1000 mm) e com probabilidade de maior concentração de chuvas nos meses de abril a setembro (75% em média), sobretudo de maio a julho. No restante do ano, chove muito menos do que na Zona da Mata, porém bem mais que no Sertão, entretanto, com exceção dos meses de junho, julho e agosto, os demais meses não possuem chuvas suficientes para a demanda ambiental, pois além de chover bem menos, suas temperaturas e evapotranspiração são muito altas.

### Solo
Latosolo vermelho amarelo eutrófico de textura média e prodzólico vermelho amarelo equivalente eutrófico textura média.

### Vegetação
É, em sua maioria, do tipo arbustiva. Existem ainda alguns focos de matas, onde pode-se encontrar madeiras de várias espécies e pastos naturais. Como o tempo, a vegetação nativa foi dando lugar a fruticultura a ao plantio de capins de tipos variados, para sustentação dos rebanhos.

### Riquezas naturais
Na parte vegetal, ainda restam boas quantidades de madeiras próprias para construção e plantas medicinais. No mineral, existem jazidas de pedras calcárias, mármore de excelente quantidade, mica, ferro e sal-gema. No reino animal são encontrados tatus, raposas etc.

### Fauna
A fauna é constituída por animais silvestre comuns à região, tais como raposas, guaxinins, tatus, guarás, gambás, cassacos, preás, furão, saguins, dentre outros. Aves, enumeramos as mais comuns que são: galos de campinas, papa-capim, codornizes, azulões, caboclinhos, rolinhas, anuns, gaviões, garças azulões etc.

### Flora
A flora é constituída por arbustos e fruteira naturais, tipo seriguela, pinheira, cajueiro, umbuzeiro e pequenas matas, que estão dando lugar a pasto artificiais e expansão do cultivo de fruteira para comercialização. Nos focos remanescentes de mata, encontramos pau d'arco amarelo, murici, amarelo, jatobá, sapucaia e angico, entre outros.

### Povoados
- Ipueiras
- Lagoa da Areia do Ciríaco
- Renascença
- Lagoa do Exu
- Lagoa da Areia dos Marianos
- Jurema
- Serra do Bernadino
- Lagoa da Coroa
- Pilões
- Serrote do Vento
- Lajeiro do Nicácio
- Lagoa do Mato
- Vaca Morta
- Furnas
- Mata Burro
- Gameleira de Cima
- Gameleira
- Lagoa Dantas
- Xexéu de Cima
- Xexéu de Baixo
- Lagoa dos Porcos
- Lagoa do Canto

## Festejos
As Festas tradicionais do município são Festival do Caju (dezembro), Festa da Paróquia de São João Batista, padroeiro da Cidade (junho) e a tradicional Festa de São Sebastião no povoado Ipueiras (janeiro) sendo uma das maiores festas da realizadas no interior de Alagoas.